# Elecciones al Senado de Argentina de 1989
Las Elecciones al Senado de la Nación Argentina de 1989 fueron realizadas a lo largo del mencionado año por las Legislaturas de las respectivas provincias para renovar 15 de las 46 bancas del Senado de la Nación.  
En la Capital Federal el senador del período 1983-1989 fue renovado mediante el sistema indirecto de votación, donde se eligieron a 54 electores que luego se reunirían en el Colegio Electoral y proclamarían al senador electo. El Partido Justicialista dentro de la coalición Frente Justicialista de Unidad Popular logró la mayoría absoluta en el Senado.

## Reglas electorales
Las reglas electorales fundamentales que rigieron la elección de senadores fueron establecidas en el texto constitucional entonces vigente (Reforma constitucional 1957) y la Ley N.º 22.838 del 23 de junio de 1983, sancionada por el dictador Reynaldo Bignone "en uso de las atribuciones conferidas el Estatuto para el Proceso de Reorganización Nacional".
- Los senadores serán elegidos por las Legislaturas de sus respectivas provincias a pluralidad de sufragios.
- El senado se compondrá de dos senadores por provincia y dos de la capital.
- Los dos senadores de la capital son elegidos en la forma prescripta para la elección del presidente de la Nación.
- Los senadores duran nueve años en el ejercicio de su mandato, y son reelegibles indefinidamente.
- El Senado se renovará por terceras partes cada tres años, decidiéndose por la suerte, luego que todos se reúnan, quiénes deben salir en el primero y segundo trienio.

## Cargos a elegir
| Provincia              | Senado    | Senado    |
| Provincia              | Senadores | A renovar |
| ---------------------- | --------- | --------- |
| Buenos Aires           | 2         | —         |
| Ciudad de Buenos Aires | 2         | 1         |
| Catamarca              | 2         | —         |
| Chaco                  | 2         | 1         |
| Chubut                 | 2         | 1         |
| Córdoba                | 2         | 1         |
| Corrientes             | 2         | 1         |
| Entre Ríos             | 2         | —         |
| Formosa                | 2         | 1         |
| Jujuy                  | 2         | 1         |
| La Pampa               | 2         | 1         |
| La Rioja               | 2         | 1         |
| Mendoza                | 2         | —         |
| Misiones               | 2         | 1         |
| Neuquén                | 2         | 1         |
| Río Negro              | 2         | 1         |
| Salta                  | 2         | —         |
| San Juan               | 2         | —         |
| San Luis               | 2         | 1         |
| Santa Cruz             | 2         | 1         |
| Santa Fe               | 2         | —         |
| Santiago del Estero    | 2         | 1         |
| Tucumán                | 2         | 1         |
| Total                  | 46        | 16        |

## Resultados
| Partido/Alianza                              | Partido/Alianza                              | Partido/Alianza                              | Bancas      | Bancas      | Bancas      | Bancas      |
| Partido/Alianza                              | Partido/Alianza                              | Partido/Alianza                              | Obtenidas   | +/-         | Totales     | +-          |
| -------------------------------------------- | -------------------------------------------- | -------------------------------------------- | ----------- | ----------- | ----------- | ----------- |
|                                              |                                              | Partido Justicialista                        | 12/16       | 5           | 25/46       | 5           |
|                                              | Partido Conservador Popular                  | 0/16                                         | Sin cambios | 1/46        | Sin cambios |             |
|                                              | Movimiento de Integración y Desarrollo       | 0/16                                         | 1           | 0/46        | 1           |             |
| Total Frente Justicialista de Unidad Popular | Total Frente Justicialista de Unidad Popular | Total Frente Justicialista de Unidad Popular | 12/16       | 4           | 26/46       | 4           |
|                                              | Unión Cívica Radical                         | Unión Cívica Radical                         | 2/16        | 4           | 14/46       | 4           |
|                                              | Movimiento Popular Neuquino                  | Movimiento Popular Neuquino                  | 1/16        | Sin cambios | 2/46        | Sin cambios |
|                                              |                                              | Partido Liberal de Corrientes                | 1/16        | Sin cambios | 1/46        | Sin cambios |
|                                              | Partido Autonomista de Corrientes            | 0/16                                         | Sin cambios | 1/46        | Sin cambios |             |
| Total Pacto Autonomista - Liberal            | Total Pacto Autonomista - Liberal            | Total Pacto Autonomista - Liberal            | 1/16        | Sin cambios | 2/46        | Sin cambios |
|                                              | Partido Bloquista                            | Partido Bloquista                            | 0/16        | Sin cambios | 2/46        | Sin cambios |

## Resultados por provincia
| Provincia           | Senador saliente          | Partido | Partido                       | Senador electo            | Partido | Partido                       |
| ------------------- | ------------------------- | ------- | ----------------------------- | ------------------------- | ------- | ----------------------------- |
| Capital Federal     | Fernando de la Rúa        |         | Unión Cívica Radical          | Eduardo Vaca              |         | Partido Justicialista         |
| Chaco               | Carlos Tenev              |         | Partido Justicialista         | Deolindo Felipe Bittel    |         | Partido Justicialista         |
| Chubut              | Hebe Corchuelo Blasco     |         | Partido Justicialista         | César Mac Karthy          |         | Partido Justicialista         |
| Córdoba             | Fernando Mauhum           |         | Unión Cívica Radical          | Conrado Storani           |         | Unión Cívica Radical          |
| Corrientes          | Juan Ramón Aguirre Lanari |         | Partido Liberal de Corrientes | Juan Ramón Aguirre Lanari |         | Partido Liberal de Corrientes |
| Formosa             | Vacante                   | Vacante | Vacante                       | Emilio J. J. Tomás        |         | Partido Justicialista         |
| Jujuy               | Annuar Jorge              |         | Unión Cívica Radical          | Carlos Snopek             |         | Partido Justicialista         |
| La Pampa            | Antonio Berhongaray       |         | Unión Cívica Radical          | Rubén Marín               |         | Partido Justicialista         |
| La Rioja            | Eduardo Menem             |         | Partido Justicialista         | Eduardo Menem             |         | Partido Justicialista         |
| Misiones            | José Alejandro Falsone    |         | Unión Cívica Radical          | Mario Aníbal Losada       |         | Unión Cívica Radical          |
| Neuquén             | Jorge Solana              |         | Movimiento Popular Neuquino   | Jorge Solana              |         | Movimiento Popular Neuquino   |
| Río Negro           | Antonio O. Nápoli         |         | Unión Cívica Radical          | Remo Costanzo             |         | Partido Justicialista         |
| San Luis            | Alberto Rodríguez Saá     |         | Partido Justicialista         | Alberto Rodríguez Saá     |         | Partido Justicialista         |
| Santa Cruz          | Edgardo P. V. Murguía     |         | Partido Justicialista         | Felipe Ernesto Ludueña    |         | Partido Justicialista         |
| Santiago del Estero | Luis Salim                |         | Partido Justicialista         | José Oscar Figueroa       |         | Partido Justicialista         |
| Tucumán             | Olijela del Valle Rivas   |         | Partido Justicialista         | Olijela del Valle Rivas   |         | Partido Justicialista         |

1. ↑  Falleció el 20 de enero de 1998, lo reemplaza Pacho O’Donnell (PJ) el 22 de abril de 1998.
2. ↑  Falleció el 22 de septiembre de 1997, lo reemplaza Hugo Abel Sager (PJ) el 9 de diciembre de 1997.
3. ↑  La banca era ocupada por Manuel D. Vidal (MID), quien falleció el 6 de abril de 1989 y nunca fue reemplazado.
4. ↑  Falleció el 21 de febrero de 1991, lo reemplaza Wilfrido Samudio Godoy (PJ) el 24 de abril de 1991. Wilfrido Samudio Godoy falleció el 17 de agosto de 1993, lo reemplaza Ana Margarita Peña de López (PJ) el 1 de septiembre de 1993.
5. ↑  Falleció el 9 de junio de 1991, lo reemplaza Guillermo Eugenio Snopek (PJ) el 13 de octubre de 1992. Guillermo Eugenio Snopek renuncia el 10 de diciembre de 1995 para asumir como Gobernador de Jujuy, lo reemplaza Máximo Alberto Tell (PJ) el 7 de febrero de 1996.
6. ↑  Renuncia el 10 de diciembre de 1991 para asumir como Gobernador de La Pampa, lo reemplaza Enrique J. M. Martínez Almudévar (PJ) el 8 de abril de 1992.
7. ↑  Reelecto, renuncia el 14 de diciembre de 1994, lo reemplaza Pedro Carlos Maranguello (PJ) el 1 de marzo de 1995.

### Capital Federal
Según establecía la constitución el senador por la Capital Federal debería ser electo de la misma forma que el presidente de la Nación, es decir mediante el sistema de voto indirecto. La elección se realizó el 14 de mayo de 1989, al mismo tiempo que la elección presidencial y la elección legislativa nacional. Los electores del FREJUPO y la Alianza de Centro se aliaron para votar por Eduardo Vaca del FREJUPO, siendo elegido senador.
|  | 33,11 % |

|  | 6,78 % |

|  | 39,89 % |

|  | 32,60 % |

|  | 19,62 % |

|  | 4,48 % |

|  | 2,55 % |

|  | 0,32 % |

|  | 0,26 % |

|  | 0,24 % |

|  | 0,05 % |

|  | 98,22 % |

|  | 1,32 % |

|  | 0,46 % |

|  | 85,73 % |

|  | 14,27 % |

|  | 100 % |

#### Resultados del Colegio Electoral
| Candidato          | Partido/Alianza    | Partido/Alianza              | Votos electorales |
| ------------------ | ------------------ | ---------------------------- | ----------------- |
| Eduardo Pedro Vaca |                    | Frente Justicialista Popular | 30                |
| Fernando de la Rúa |                    | Unión Cívica Radical         | 22                |
| Eduardo Barcesat   |                    | Izquierda Unida              | 2                 |
| Total de electores | Total de electores | Total de electores           | 54                |

## Boletas en Capital Federal

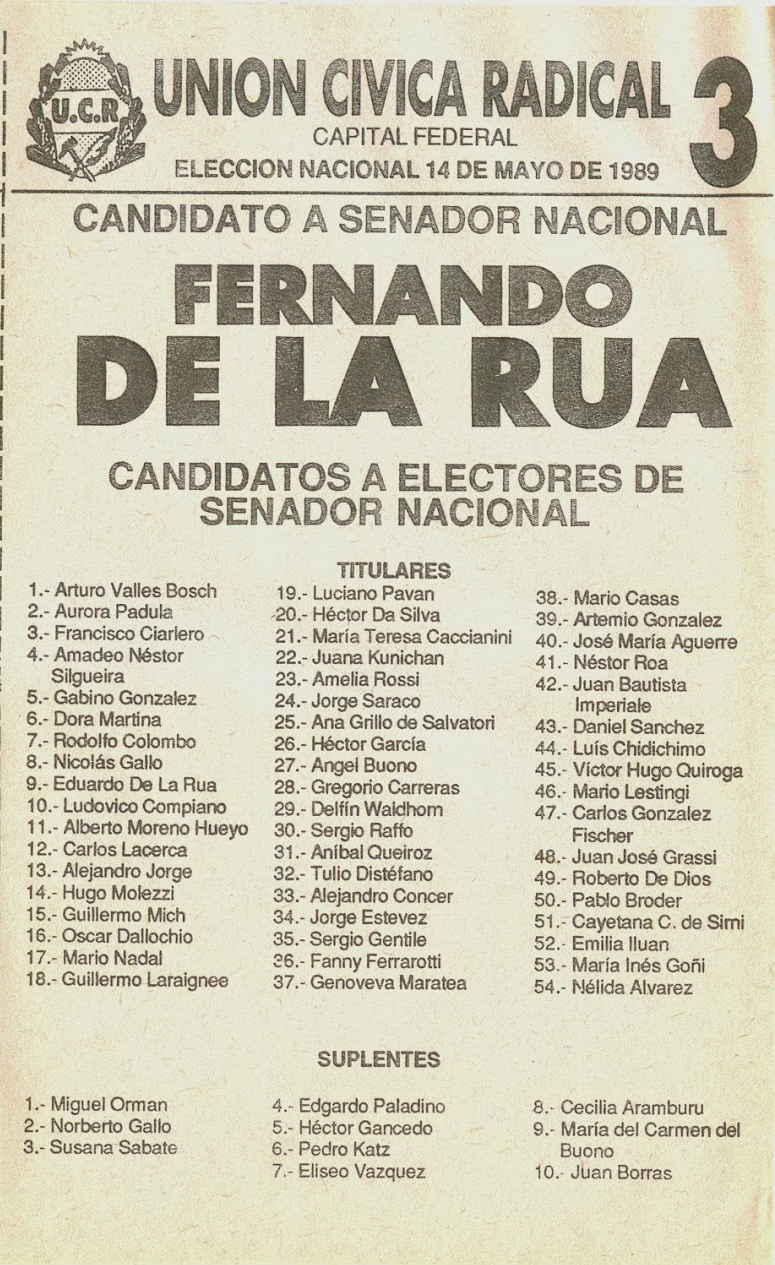
Unión Cívica Radical
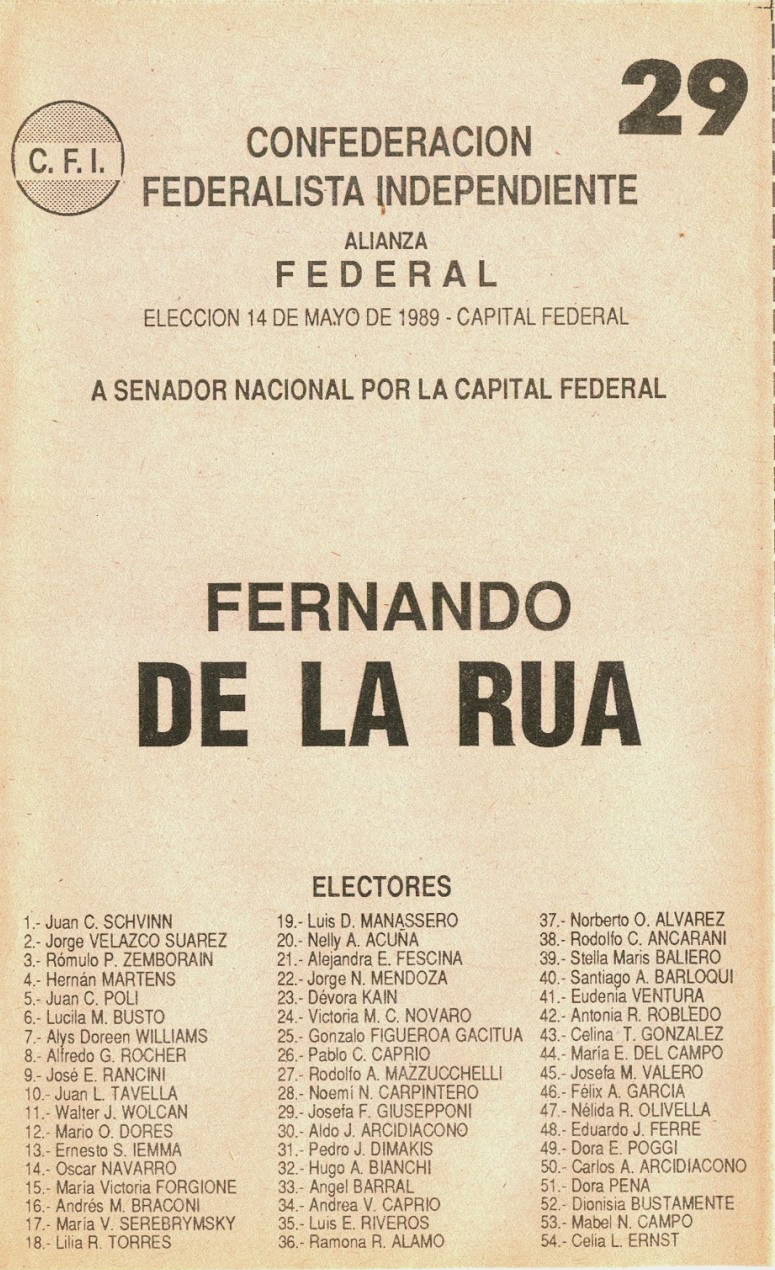
Confederación Federalista Independiente
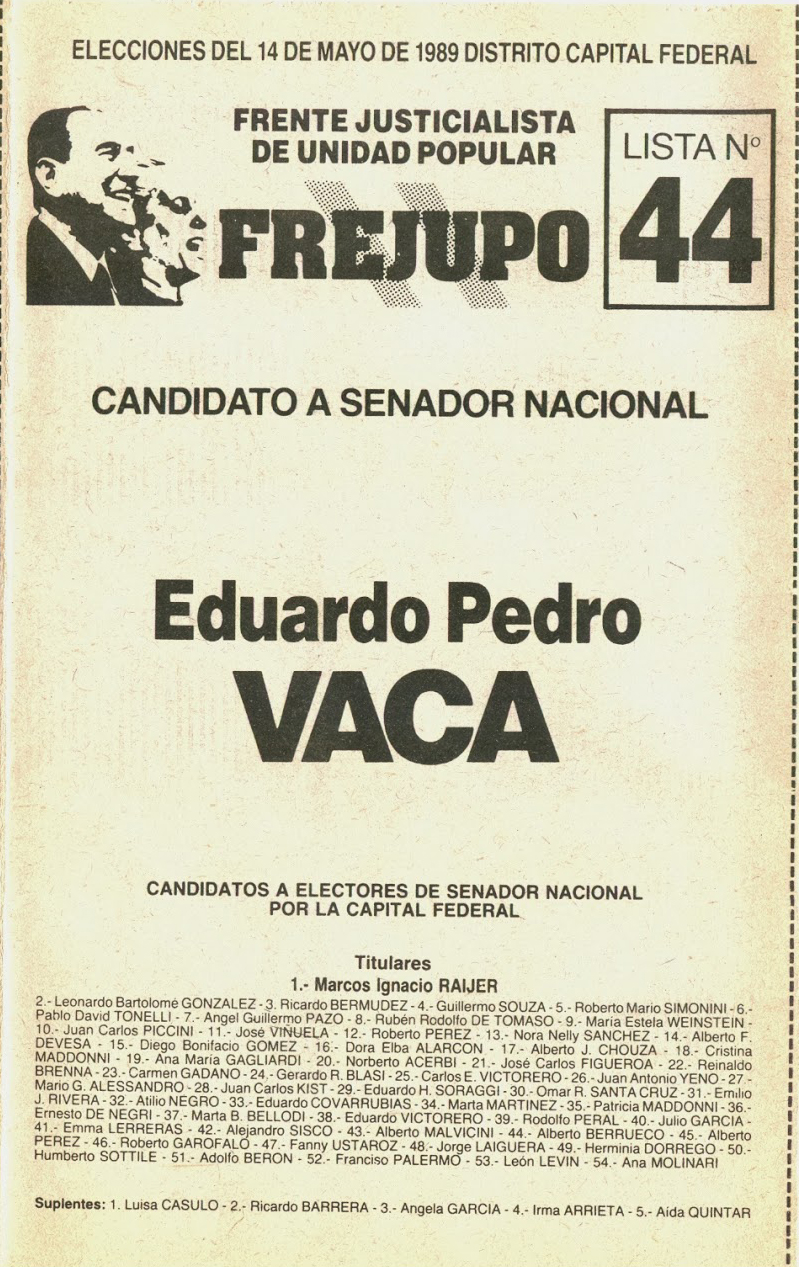
Frente Justicialista Popular
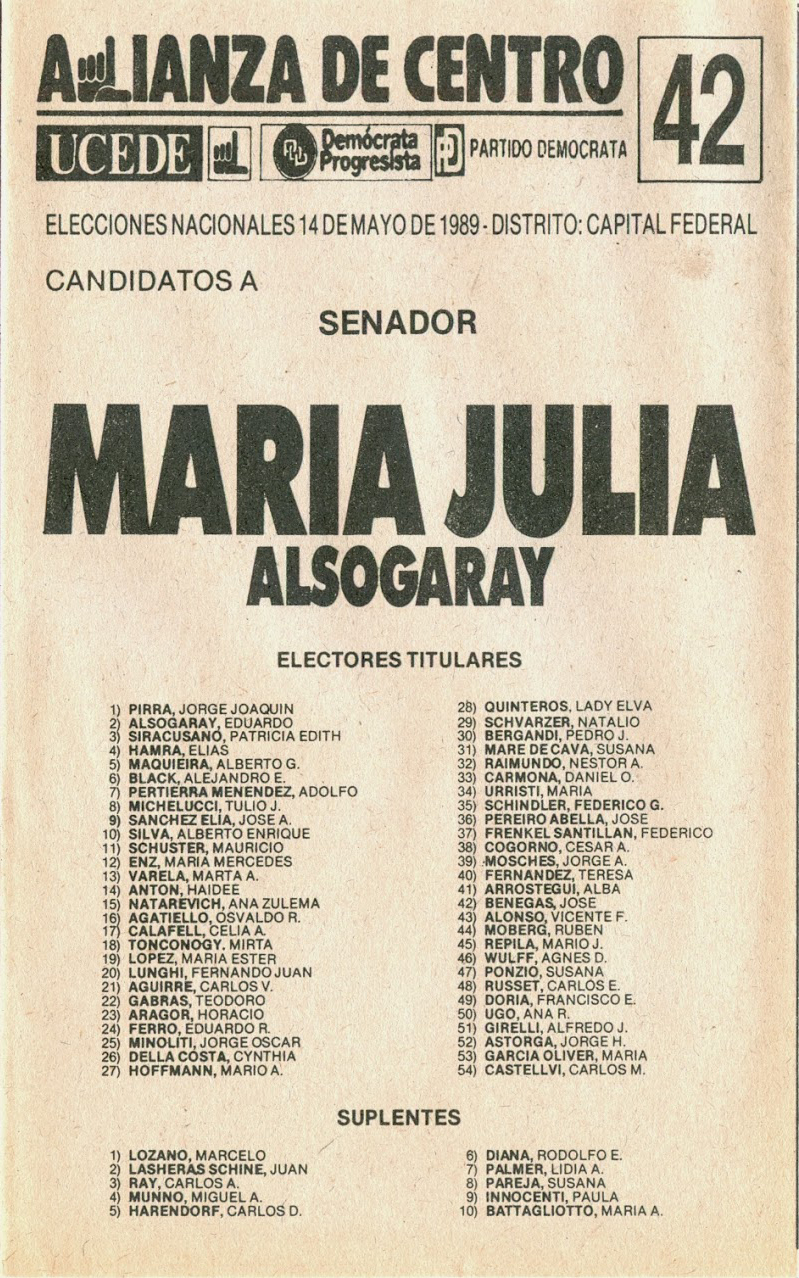
Alianza de Centro
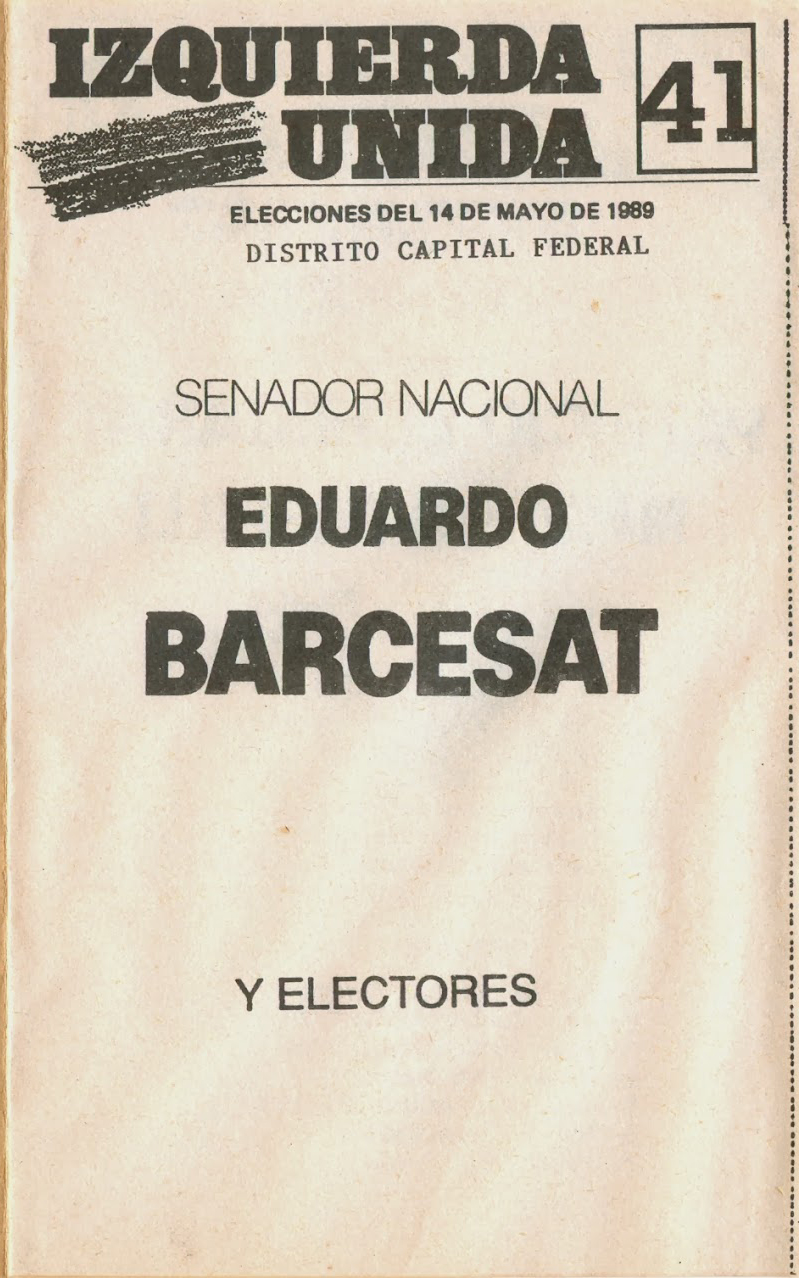
Izquierda Unida
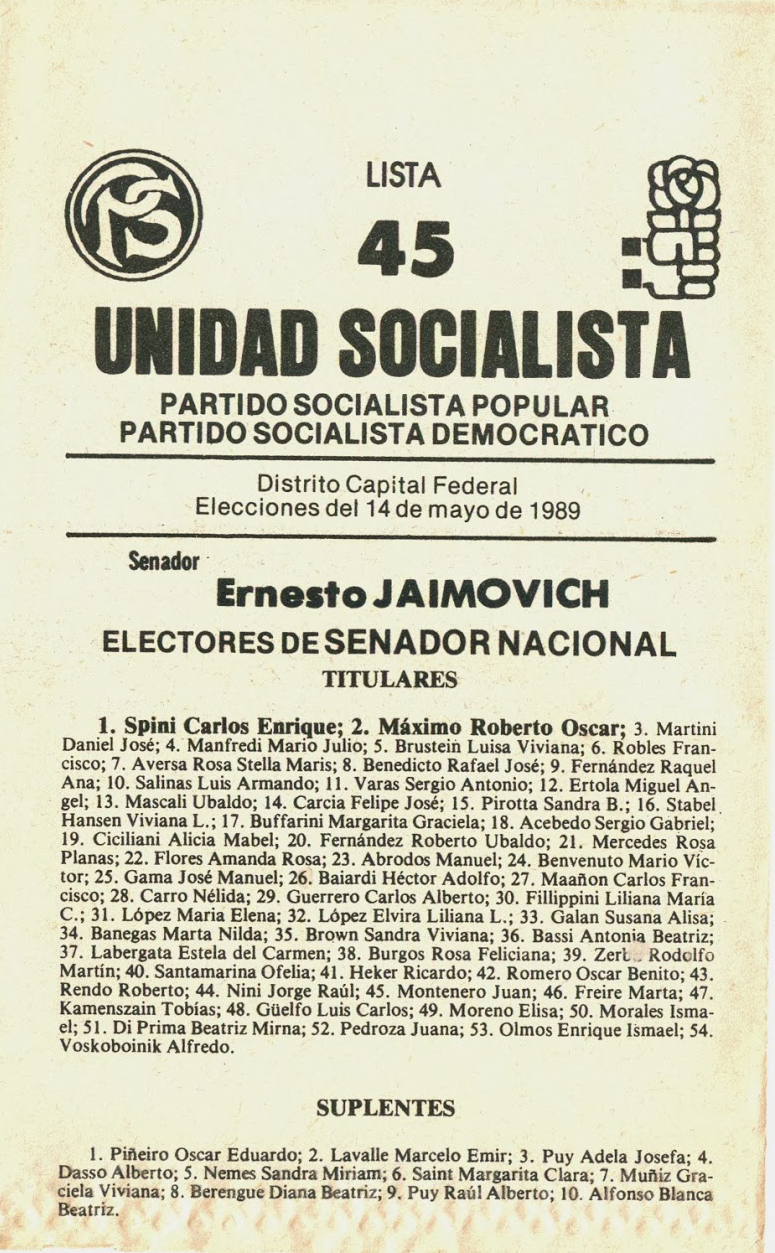
Unidad Socialista
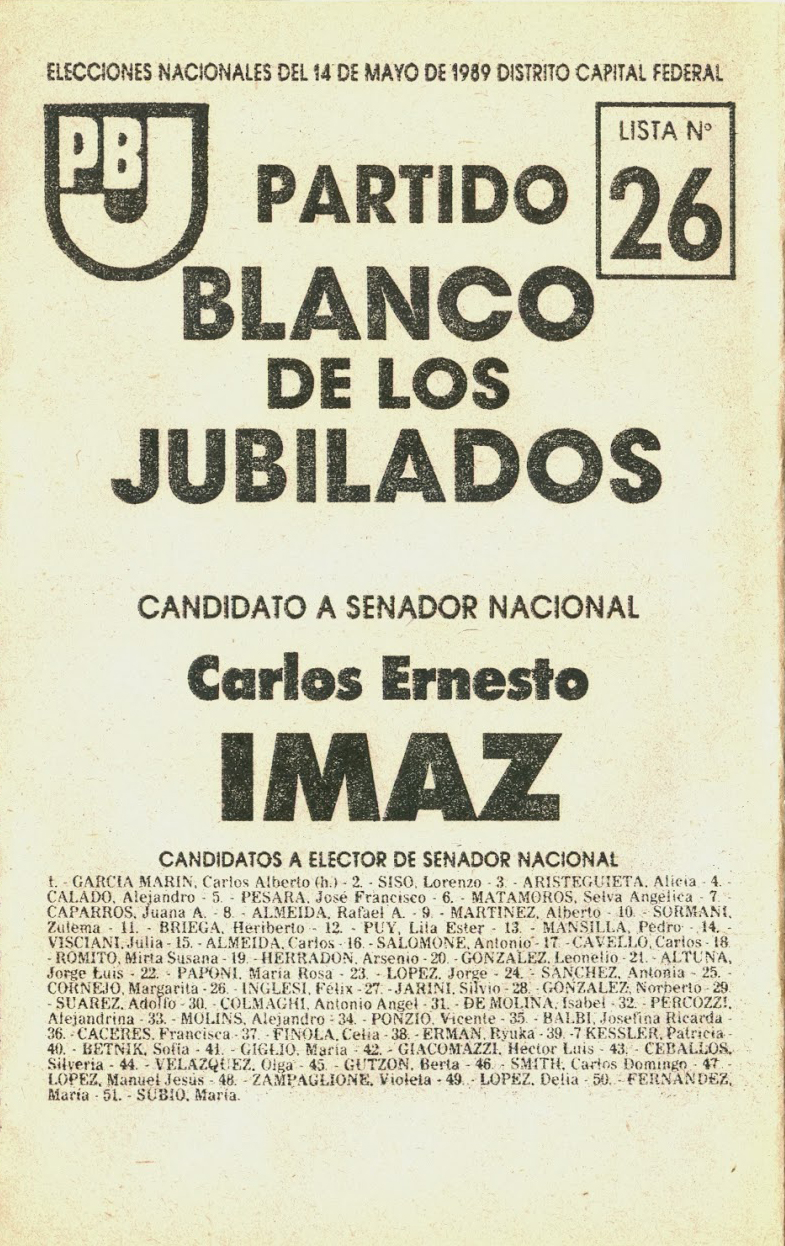
Partido Blanco de los Jubilados
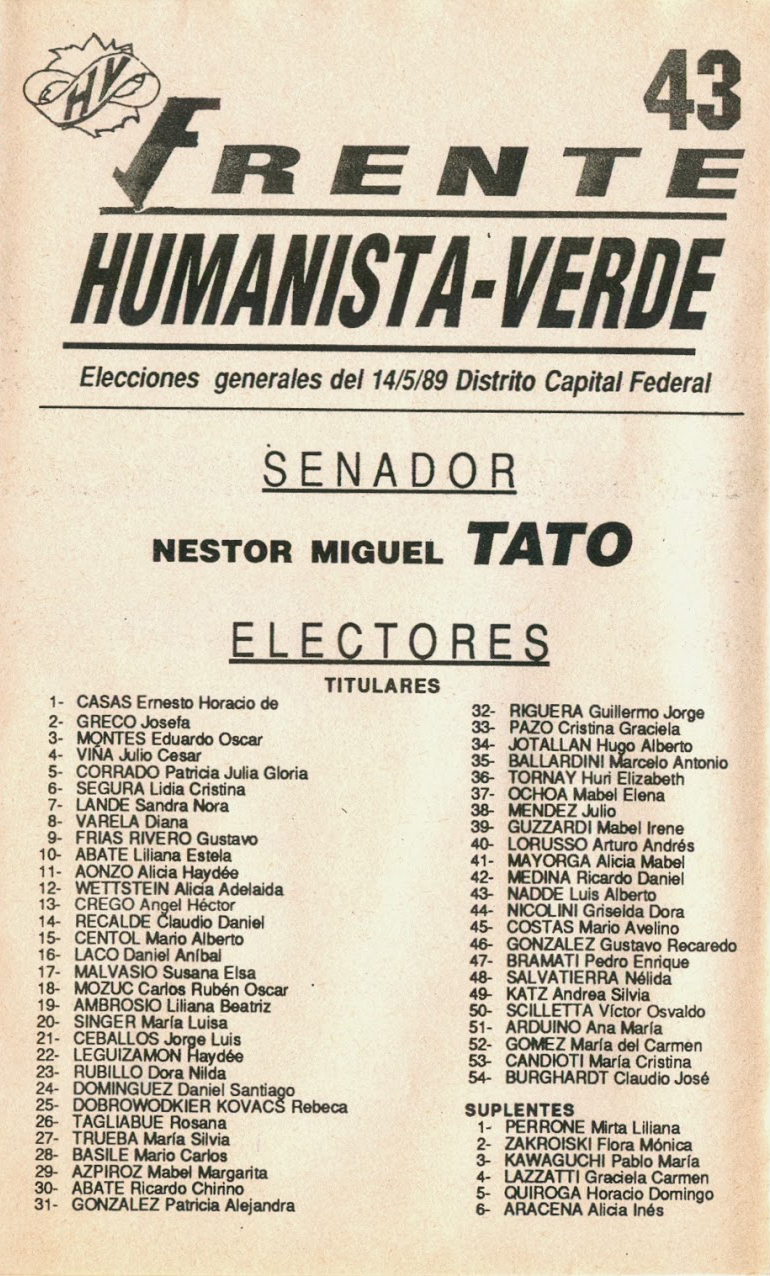
Frente Humanista - Verde
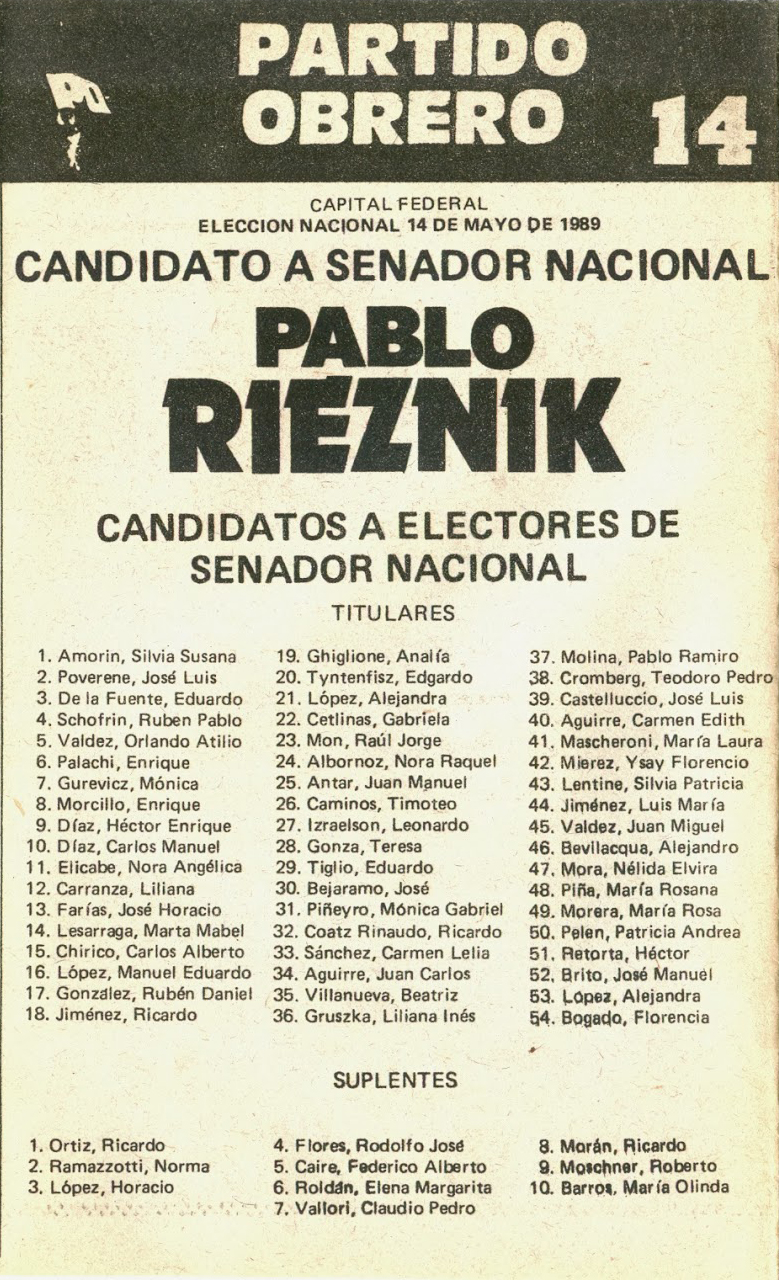
Partido Obrero
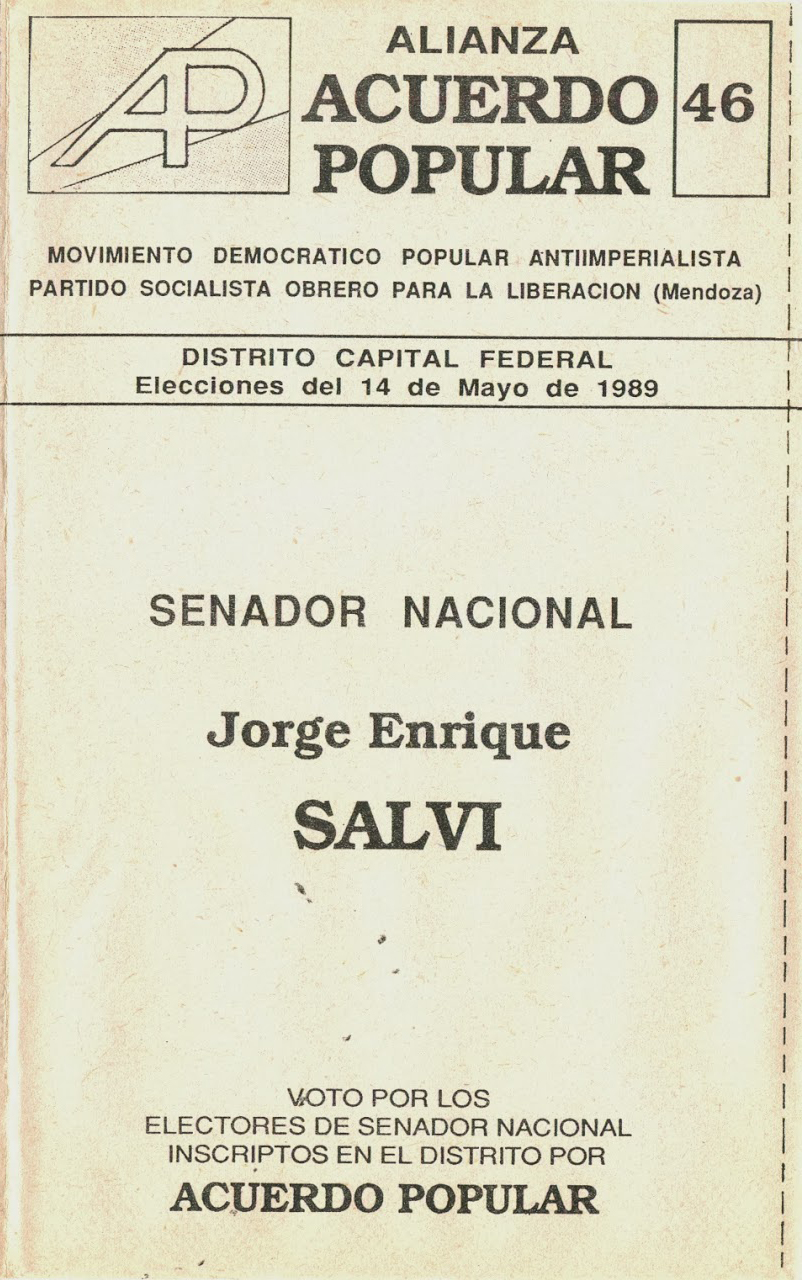
Acuerdo Popular